# Rhamphomyia loripedis
Rhamphomyia loripedis är en tvåvingeart som beskrevs av Daniel William Coquillett 1895. Rhamphomyia loripedis ingår i släktet Rhamphomyia och familjen dansflugor.
Artens utbredningsområde är Kalifornien. Inga underarter finns listade i Catalogue of Life.